# 조지 스티비츠
조지 스티비츠(George Stibitz, 본명: 조지 로버트 스티비츠, George Robert Stibitz, 1904년 4월 30일 - 1995년 1월 31일)는 벨 연구소의 미국 연구원으로 현대 디지털 컴퓨터의 아버지 중 한 명으로 국제적으로 인정받고 있다. 1930년대와 1940년대에 전기기계 릴레이를 스위칭 요소로 사용하여 불 논리 디지털 회로를 구현한 연구로 유명했다.

## 같이 보기
- 존 빈센트 아타나소프
- 그레이 부호
- 그레이 부호
- 3 초과 부호